# Casco Mk 6

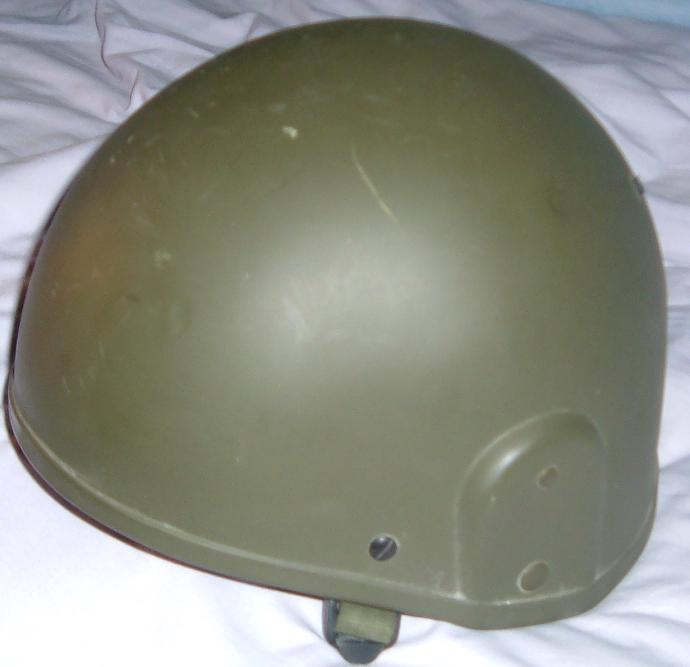
Un casco Mk 6, que muestra la superficie de nailon balístico sin cubierta de camuflaje DPM.

El casco Mk 6 fue el casco de combate estándar de las Fuerzas Armadas Británicas, así como otro casco suministrado por la ONU durante las operaciones de mantenimiento de la paz. El Mk 6 reemplazó al casco Mk IV (más correctamente titulado - Casco de Acero MK IV, Servicio General) en el servicio militar y el casco RAC en el servicio naval. Se cree que el salto en los números MK se debe a la confusión que rodea al casco MK IV con el revestimiento MK V, introducido en 1959. El MK 6, introducido en el servicio desde los años 80, está diseñado para aceptar la protección auditiva moderna, las radios personales Bowman y los respiradores. El casco es fabricado por NP Aerospace, y se informa que tiene una "vida útil casi ilimitada" por el fabricante.
El casco en su configuración por defecto es de color verde oscuro. El ejército utiliza fundas para camuflar el casco y adaptarlo a diferentes entornos. Las cubiertas incluyen el Material de Patrones Disruptivos Británico en patrones de zonas templadas, patrones woodland y de desierto, patrón multicam, Uniforme de Combate de Patrón Disruptivo, una cubierta de blanco puro para ambientes árticos y una cubierta de color azul de las Naciones Unidas. A veces se denomina "bombín de batalla", un término que se utilizó por primera vez para el casco Brodie de la Primera Guerra Mundial.
A menudo se piensa erróneamente que el Mk 6 está hecho de kevlar cuando en realidad está construido de "Nailon balístico" - fibra de nailon.
A partir de junio de 2009 el casco fue reemplazado por el casco Mk 7.

## Mk 6A

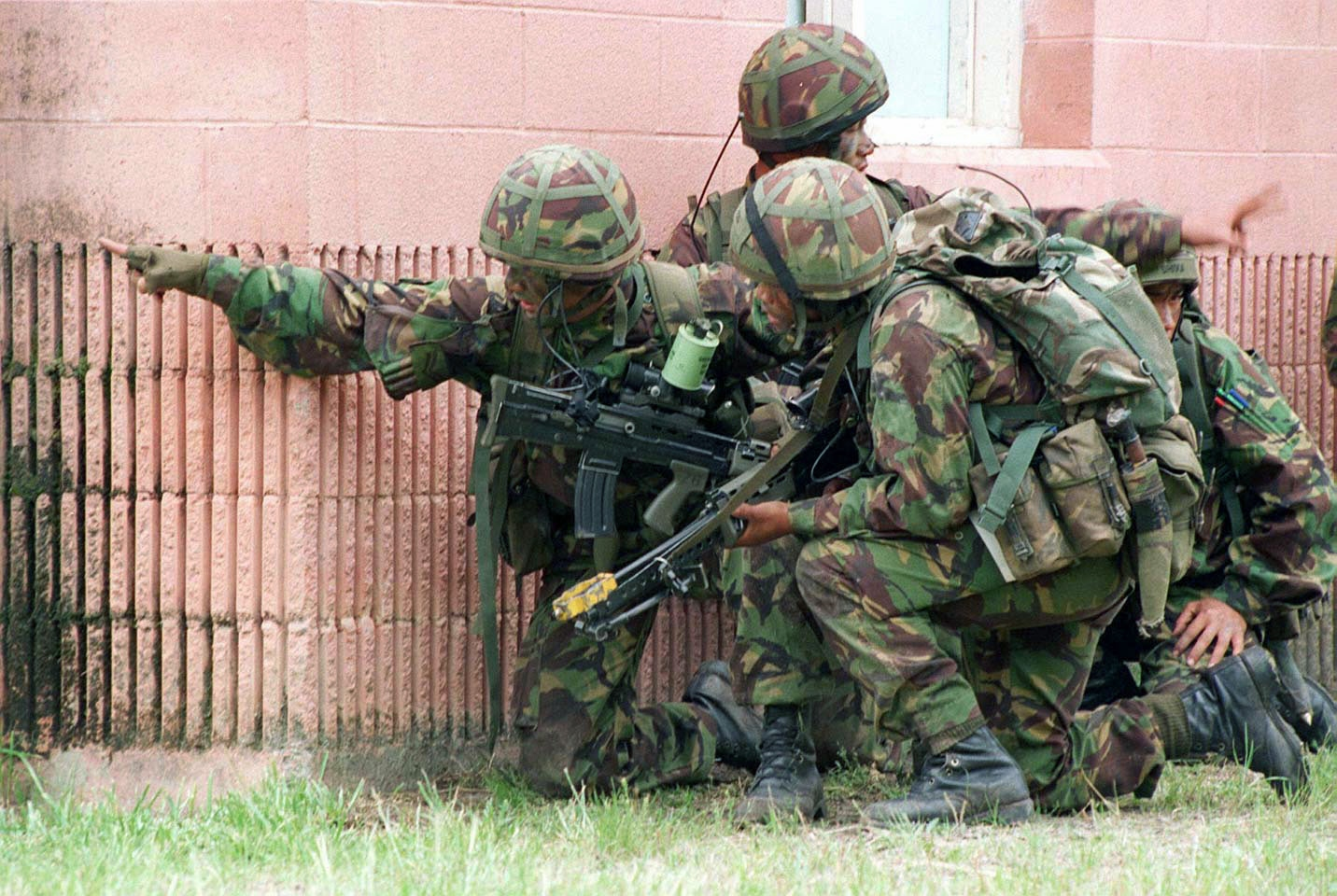
Gurkhas usando el casco Mk 6 con cubiertas PCD templadas durante un ejercicio.

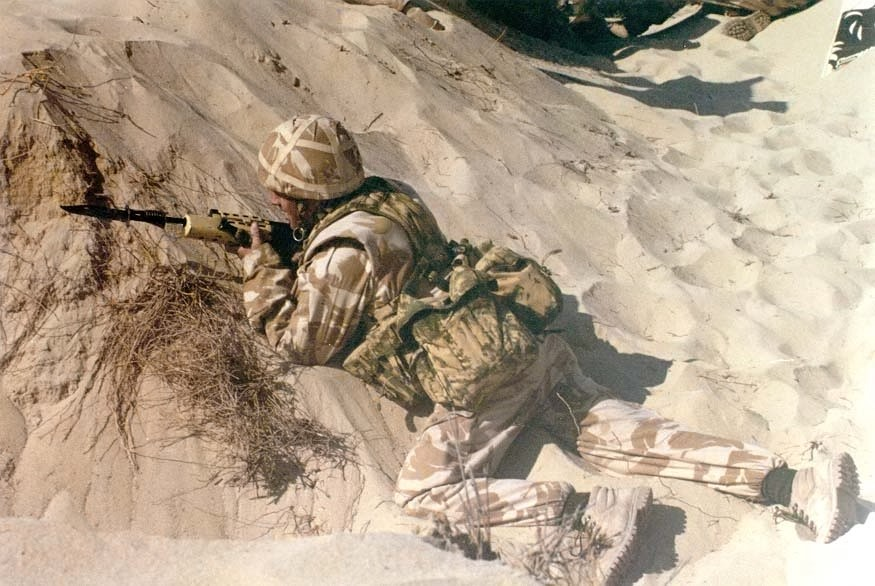
Soldado británico con el casco Mk 6 con cobertura PCD desértico durante la Operación Granby.

En 2005, el Mk 6 comenzó a ser reemplazado por una evolución del diseño original, el casco Mk 6A. NP Aerospace también fabrica el Mk 6A. Aunque tiene un aspecto muy similar al Mk 6, el Mk 6A tiene una protección balística mejorada y es ligeramente más pesado que el modelo anterior. Las dos variantes pueden distinguirse fácilmente entre sí cuando se retira la cubierta, ya que el material del Mk 6 es verde oliva mientras que el Mk 6A es negro.

## Operaciones de mantenimiento de la paz de la ONU
Desde 1992, el Mk 6 fue suministrado a la ONU junto con el M88, el MICH y el M1 para permitir la protección de las fuerzas de mantenimiento de la paz. Muchas fuerzas militares usaron estos cascos como Argentina, México, y la mayoría de los países de la lista de la ONU como se ha dicho. Estos fueron cubiertos con la cubierta del casco de camuflaje del país respectivo, o se les dio una cubierta azul del Mk 6 para indicarlo como un casco de mantenimiento de la paz.

## Uso en Cadetes
A partir de 2019, la Fuerza Cadete del Ejército Británico, el Cuerpo de Entrenamiento Aéreo, los Cadetes de Mar, el Mk 6 se sigue utilizando actualmente para el entrenamiento y los vivacs, sin embargo pronto será reemplazado por el casco del Mk 7.

## Usuarios
- Afganistán
- Ghana
- Irak
  -  Kurdistán Iraki[10]
- Reino Unido
  -  Bermudas[11]

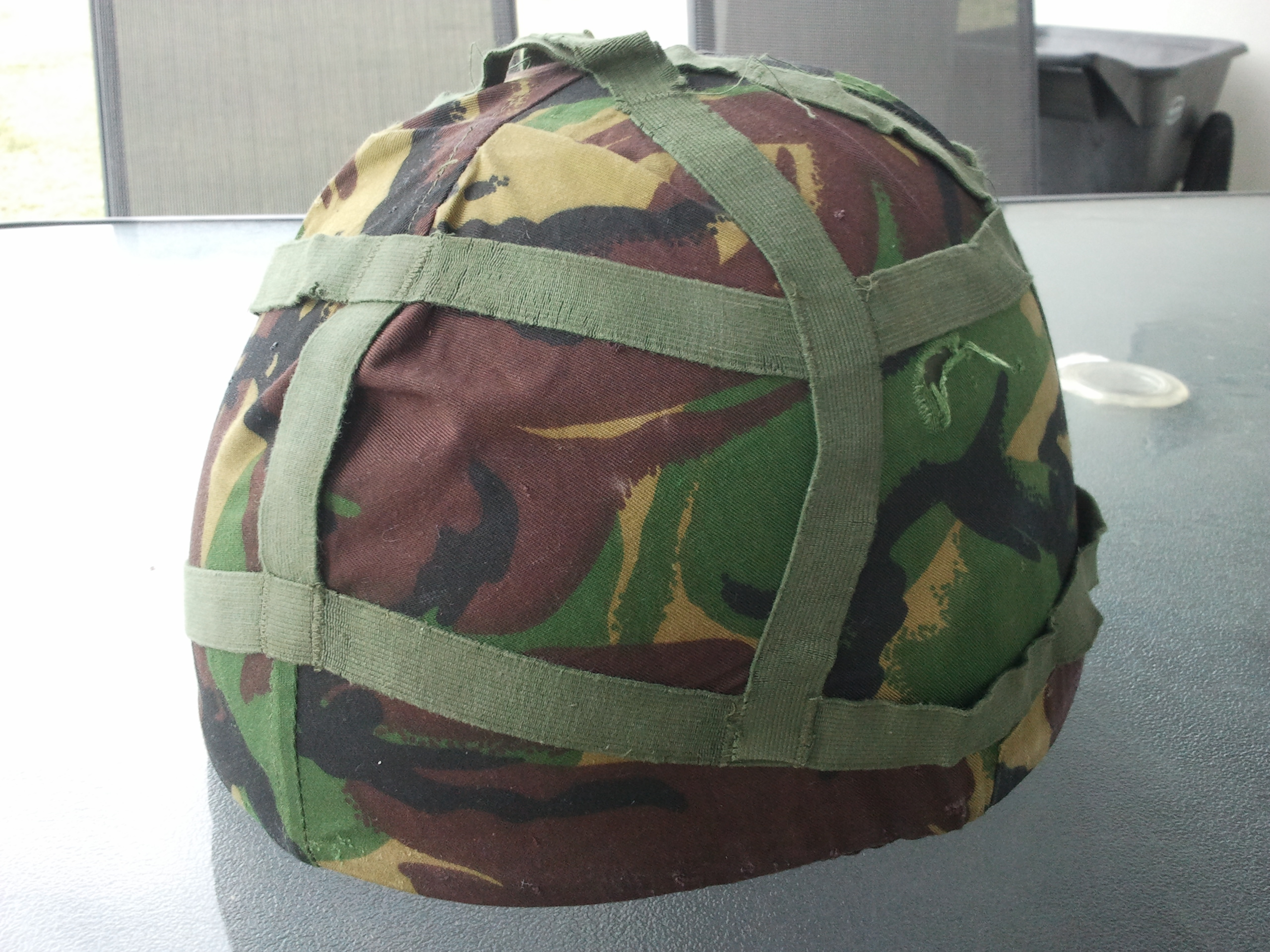
MK 6 en PCD woodland

- Ucrania - El Gobierno Británico suministró 2.000 cascos de Mk6 (lo que eleva el total suministrado a 3.000) al gobierno ucraniano el 3 de julio de 2015.[12]